# 10071 Paraguay
A 10071 Paraguay (ideiglenes jelöléssel (10071) 1989 EZ2) a Naprendszer kisbolygóövében található aszteroida. Eric Walter Elst fedezte fel 1989. március 2-án.

## Kapcsolódó szócikk
- Kisbolygók listája (10001–10500)